# مايك هال (صحفي)
مايك هال (بالإنجليزية: Mike Hall)‏ هو صحفي بريطاني، ولد في 3 أبريل 1974.